# Dera (sikhisme)
Pour les articles homonymes, voir Dera.
Dera est un mot venant du perse (derah, ou, dirah) qui signifie: tente, campement, maison. Dans le Penjab il est utilisé pour désigner une ferme ou un groupe de fermes.
Dans le sikhisme il est d'usage aussi bien pour parles de campements des nihangs, des moines guerriers, que pour des campements des gens particulièrement dévôts envers Dieu. Dera est aussi prononcé pour désigner un temple, un gurdwara comme dans Dera Sahib Gurdwara. Le mot perse dair a également influencé le terme dera dans le sens de monastère dont il est affublé. Une place de vie, un campement sont des concepts attachés au mot dera dans le Guru Granth Sahib.
Ce terme se retrouve dans le nom de nombreux villages et villes au Pakistan, comme en Inde, dans Dera Gazi Khan, ou dans Dehradun, ville où le fils de Guru Har Rai a établi un dera, il y a quelques siècles. S'il existe dans la langue ourdou et dans le punjabi, il semblerait que pour les noms de cités, il tienne plus de l'étymologie ourdoue (dera en ourdou : ڈیرہ ).